# Uwe Voigt (Politiker, 1945)
Uwe Voigt (* 28. Mai 1945 in Bremen) ist ein Hamburger Politiker der Sozialdemokratischen Partei Deutschlands (SPD) und ehemaliges Mitglied der Hamburgischen Bürgerschaft.

## Leben und Politik
Voigt ist gelernter Mess- und Regelmechaniker und arbeitet als selbständiger Versicherungskaufmann.
Er war Mitglied der Hamburgischen Bürgerschaft innerhalb der 11. Wahlperiode von 1983 bis 1986 und in der 14. Wahlperiode von 1991 bis 1993. Dort saß er für seine Fraktion unter anderem im Ausschuss für die Situation und Rechte von Ausländern sowie im Kulturausschuss.
Nach seiner Abgeordnetenzeit war er Deputierter in der Kulturbehörde.